# Charlie Gehringer
Charles Leonard Gehringer (11 de mayo de 1903 - 21 de enero de 1993) fue un jugador de béisbol de Estados Unidos que actuó en las Grandes Ligas como segunda base para los Detroit Tigers. Fue seleccionado para ingresar al Salón de la Fama en 1949.

## Carrera en Grandes Ligas
Ampliamente reconocido como uno de los mejores segunda base de todos los tiempos, Gehringer, promedió para.320 durante su trayectoria en la Mayores, con 2,839 hits y 574 dobles, logrando siete temporadas de más de 200 hits. Fue campeón de bateo de la Liga Americana en 1937 con.371 de average, siendo seleccionado como el MVP de esa temporada. Estuvo entre los diez jugadores más votados en la selección del MVP en siete ocasiones consecutivas desde 1932 a 1938. Además, jugó todos los innings de los primeros seis Juegos de las Estrellas.
Gehringer lideró a los Tigers en la conquista de tres campeonatos de la Liga Americana y el título de la Serie Mundial en 1935. Durante las Series Mundiales de 1934 y 1935 Gehringer promedió para.379 y.375 respectivamente.
Además, fue uno de los mejores defensores de la segunda base de la historia, liderando la Liga Americana en promedio defensivo y asistencias en siete oportunidades. Su marca de 7,068 asistencias, es la segunda mayor de la historia de las Mayores  para un segunda base y sus 1,444 participaciones en jugadas de doble play lo ubican como el 7.º segunda base de la historia en ese renglón defensivo.
Logró encadenar dos rachas de más de 500 partidos jugados consecutivamente, una de 1927 a 1931 y otra de 1931 a 1935.